# Rafael Caro Quintero
Rafael Caro Quintero (Badiraguato, 24 de outubro de 1952) é um narcotraficante mexicano que fundou o Cartel de Guadalajara (agora desintegrado), com Miguel Ángel Félix Gallardo e outros traficantes de drogas na década de 1970. Ele é irmão do traficante de drogas Miguel Caro Quintero, fundador e ex-líder do extinto Cartel de Sonora, que permanece encarcerado.
Tendo formado o Cartel de Guadalajara nos anos 1970, Caro Quintero trabalhou com Gallardo, Ernesto Fonseca Carrillo e Pedro Avilés Pérez enviando grandes quantidades de maconha para os Estados Unidos através do México. Ele foi supostamente responsável pelo sequestro e assassinato do agente da Drug Enforcement Administration. Kiki Camarena, seu piloto Alfredo Zavala Avelar, o escritor americano John Clay Walker e o estudante de odontologia Alberto Radelat em 1985. Após os assassinatos, Caro Quintero fugiu para Costa Rica, e mais tarde foi preso e extraditado de volta ao México, onde foi sentenciado a 40 anos de prisão por homicídio.
Caro Quintero foi libertado da prisão em 9 de agosto de 2013, depois que um tribunal estadual concluiu que ele havia sido julgado indevidamente. No entanto, em meio à pressão do Governo Federal dos EUA para prendê-lo novamente, um tribunal federal mexicano emitiu um mandado de prisão contra Caro Quintero em 14 de agosto. Fugitivo procurado no México, nos Estados Unidos e em vários outros países, os Estados Unidos ofereceram uma recompensa de US$ 20 milhões por sua prisão.
Em 15 de junho de 2022, autoridades do México anunciaram sua captura por agentes da Marinha, no estado de Chihuahua, no norte do país.

## Cultura popular
Em 2018, foi interpretado por Tenoch Huerta na série de televisão, Narcos: México, uma produção original do serviço de streaming Netflix.